# Potino el Eunuco

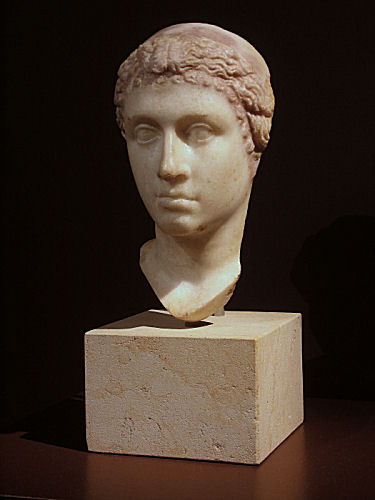
Busto de Cleopatra VII.

El eunuco Potino (principios del siglo I a. C. – 48 o 47 a. C.) fue tutor del faraón Ptolomeo XIII de la dinastía Ptolemaica del Antiguo Egipto. Es recordado por enfrentar a Ptolomeo y su hermana y corregente Cleopatra VII (comenzando así una guerra civil) y por decapitar a Pompeyo y presentar su cabeza a Julio César.

## Biografía
Cuando Ptolomeo XII murió en el 51 a. C., Ptolomeo XIII y Cleopatra VII debían casarse y reinar en Egipto, con la república romana como su protectora. Ptolomeo XIII era menor y Potino fue designado como su tutor, junto con el general Aquilas y el retórico Teodoto de Quíos. Cuando Ptolomeo y Cleopatra ascendieron formalmente al trono, Potino se mantuvo como tutor del joven rey. La mayoría de los egiptólogos creen que Potino utilizó su influencia para poner a Ptolomeo en contra de Cleopatra, y en la primavera del 48 a. C. Ptolomeo, bajo la dirección de Potino, intentó deponer a Cleopatra para convertirse en el único faraón, mientras que Potino planeaba actuar como el poder detrás del trono. Obtuvieron el control de Alejandría, entonces la capital de Egipto, y obligaron a Cleopatra a salir de la ciudad. Ella pronto organizó su propio ejército y comenzó una guerra civil, mientras que otra de sus hermanas, Arsínoe IV, demandaba el trono para ella.
Roma también estaba envuelta en una guerra civil, y después de su derrota en la Batalla de Farsalia Pompeyo buscó asilo político en Egipto. Inicialmente Potino fingió haber aceptado su petición, pero el 29 de septiembre del 48 a. C. mandó cortarle la cabeza al general para ganar el favor de Julio César, el vencedor de Farsalia. Cuando llegó César, le obsequiaron con la cabeza de Pompeyo, pero él respondió con pena y repugnancia y ordenó que se localizara el cuerpo de Pompeyo y se organizase un funeral romano apropiado. Potino no sabía que César había concedido la amnistía a sus enemigos, incluyendo a Casio, Cicerón, y Bruto. Cleopatra utilizó el error de Potino para conseguir el favor de César y convertirse en su amante.
En el último capítulo de Commentarii de Bello Civili se relata que Potino envió un mensaje a Aquilas pidiéndole que atacase Alejandría, pero el mensajero fue interceptado, lo que no impidió el sitio de Alejandría por las tropas de Ptolomeo. Los romanos se atrincheraron en el Faro en espera de refuerzos, con Potino prisionero; las intrigas de éste para envenenar a César fueron la causa de su muerte. Ptolomeo XIII murió en la batalla final, así que César ordenó el matrimonio de Cleopatra con Ptolomeo XIV.
Sobre Potino solo existen fuentes romanas, por lo que se le juzga duramente, criticando la muerte de Pompeyo y su comportamiento con César.